# Peter Antony Wyman Croos
Peter Antony Wyman Croos (* 8. November 1967 in Chilaw) ist ein sri-lankischer römisch-katholischer Geistlicher und Bischof von Ratnapura.

## Leben
Peter Antony Wyman Croos studierte Philosophie und Theologie am nationalen Priesterseminar Our Lady of Lanka in Kandy. Am 16. September 2000 empfing er das Sakrament der Priesterweihe für das Bistum Chilaw.
Neben Aufgaben in der Pfarrseelsorge war er von 2009 bis 2010 Direktor des diözesanen Pastoralzentrums Saint Joseph Vaz. Von 2011 bis 2014 studierte er an der Päpstlichen Theologischen Fakultät von Süditalien und erwarb in Pastoraltheologie sowie Christologie jeweils das Lizenziat. Während des Studienaufenthalts war er zudem Seelsorger für die sri-lankische Gemeinde in Neapel. Nach der Rückkehr in sein Heimatbistum war er von 2015 bis 2019 Direktor der Diözesancaritas. Ab 2019 war er Diözesandirektor für das Grundeigentum und die sonstigen Besitztümer sowie Bischofsvikar für die Ordensleute in den Dekanaten Chilaw und Puttalam.
Papst Franziskus ernannte ihn am 5. März 2024 zum Bischof von Ratnapura. Sein Amtsvorgänger Cletus Chandrasiri Perera OSB spendete ihm am 1. Juni desselben Jahres in Avissawella in seinem Heimatbistum die Bischofsweihe. Mitkonsekratoren waren der Apostolische Nuntius in Sri Lanka, Erzbischof Brian Udaigwe, der Bischof von Kandy, Warnakulasurya Wadumestrige Devasritha Valence Mendis, der Erzbischof von Colombo, Albert Malcolm Kardinal Ranjith, und der Bischof von Kurunegala, Harold Anthony Perera.